# 제니맥스 미디어
제니맥스 미디어 주식회사(ZeniMax Media Inc.)는 미국의 미디어 기업이다. 이 회사는 디스아너드와 프레이를 개발한 아케인 스튜디오, 둠과 퀘이크 시리즈, 레이지를 개발한 이드 소프트웨어, 울펜슈타인: 더 뉴 오더를 개발한 머신게임스, 디 이블 위딘을 개발한 탱고 게임웍스,
베데스다 게임 스튜디오가 있는 베데스다 소프트웍스(엘더 스크롤, 폴아웃 시리즈 개발), 엘더스크롤 온라인을 개발한 제니맥스 온라인 스튜디오를 보유하고 있는 것으로 잘 알려져 있다.
제니맥스의 본사는 메릴랜드주 록빌에 있으며 아시아 / 아태평양, 오스트레일리아, 유럽(독일, 프랑스, 베네룩스)에 사무소가 있다.

## 역사
제니맥스는 1999년 5월에 베데스다 소프트웍스의 설립자 크리스토퍼 위버와 로버트 A. 알트먼에 의해 설립되었다. 당시 베스데다의 모회사였던 미디어 테크놀로지 리미티드(Media Technology Limited)의 뒤를 이으며 설립되었다.

### 2020년-현재: 마이크로소프트 인수
2020년 9월 21일, 마이크로소프트는 제니맥스와 자회사를 8.5조원에 인수한다고 발표했다. 2021년 3월 9일에 인수가 완료되었으며, 제니맥스는 엑스박스 게임 스튜디오 그룹의 일부가 되었다. 거래의 총 가격은 81억 달러다. 인수 후, 제니맥스와 산하 스튜디오가 이후에 출시되는 게임은 엑스박스 게임 패스만 출시할 수 있지만, 마이크로소프트는 다른 플랫폼에서 출시할 수 있도록 허용했다. 제니맥스 이사회는 마이크로소프트 인수 후 해산되었다.

## 자회사

### 현재
- 베데스다 소프트웍스
  - 베데스다 게임 스튜디오
    - 베데스다 게임 스튜디오 몬트리올
- 제니맥스 온라인 스튜디오
- 이드 소프트웨어
- 알케인 스튜디오
  - 알케인 스튜디오 오스틴
- 탱고 게임웍스
- 머신게임즈
- 로드하우스 스튜디오
- 알파 도그 게임즈

### 폐쇄
- e-Nexus 스튜디오
- XL Translab
- Vir2L 스튜디오
- 머드 덕 프로덕션
- 플래시포인트 프로덕션